# セントチャールズ郡 (ミズーリ州)
セントチャールズ郡（英: St. Charles County）は、アメリカ合衆国ミズーリ州の東部、ミズーリ川の北岸に位置する郡である。人口は40万5262人（2020年）で、州内では3番目に人口の多い郡である。郡庁所在地はセントチャールズであり、同郡で人口最大の都市はオファロンである。フランクリン郡は1812年10月1日に組織化され、郡名はイタリアの枢機卿聖カルロ・ボッロメーオに因んで名付けられた。
セントチャールズ郡はセントルイス都市圏に属しており、独立市であるセントルイスとミズーリ州、イリノイ州にある周辺郡を合わせると都市圏人口は280万人になる。
ミズーリ州の中では最も裕福な郡であり、国内でも人口成長率が高い郡である。
郡内にはブドウ園やワイン醸造所の重要な地域があり、その品質は国内で認められている。ミズーリ川北岸の南に面した崖に沿った田園部は多くのワイン醸造所があるので、郡内を横切るミズーリ州道94号線は「ミズーリ・ヴァインシュトラーセ」と呼ばれている。オーガスタ・ブドウ栽培地域を含む地帯は1980年に連邦政府に指定された初のアメリカ・ブドウ栽培地域となっている。

## 歴史
セントチャールズ郡は当初セントチャールズ地区と呼ばれ、周辺の郡が形成された1816年から1818年まではっきりした郡境は無かった。1818年に決着した郡境が今日まで続いている。

## 地理
アメリカ合衆国国勢調査局に拠れば、郡域全面積は592平方マイル (1,534 km2)であり、このうち陸地560平方マイル (1,451 km2)、水域は32平方マイル (83 km2)で水域率は5.39％である。

### 主要高規格道路
- 州間高速道路64号線 - 郡西部の主要高速道、元々はアメリカ国道40号線、2000年代後半に州間高速道路規格にグレードアップされた。2009年にダニエル・ブーン橋からウェンツビルの州間高速道路70号線まで、64号線として標識が掛け替えられた。
- 州間高速道路70号線 - 郡内東西方向の主要路、大半は6車線だが、セントチャールズ市とセントピーターズ市の間は11車線に広げられている。
- アメリカ国道40号線
- アメリカ国道61号線
- アメリカ国道67号線
- ミズーリ州道79号線
- ミズーリ州道94号線
- ミズーリ州道364号線 - 郡南部と中央部で現在建設中の8車線高速道路、セントルイス郡西部の州間高速道路270号線に始まり、現在はミズーリ州道94号線のハーベスター道路西で終わっている。最終的には西のレイクセントルイス市の州間高速道路64号線まで延伸されることになっており、最終工事区間は2014年の完成を目指している。
- ミズーリ州道370号線 - 郡内の州間高速道路70号線とセントルイス郡の州間高速道路270号線を結ぶ6車線高速道路。

### 隣接する郡
- リンカーン郡 - 北西
- カルフーン郡 (イリノイ州) - 北
- ジャージー郡 (イリノイ州) - 北東
- マディソン郡 (イリノイ州) - 東
- セントルイス郡 - 南東
- フランクリン郡 - 南
- ウォーレン郡 - 西

### 国立保護地域
- ツーリバーズ国立野生生物保護区（部分）

## 人口動態
以下は2000年国勢調査による人口統計データである。
| 基礎データ - 人口: 283,883人 - 世帯数: 101,663 世帯 - 家族数: 77,060 家族 - 人口密度: 507人/km2（196人/mi2） - 住居数: 105,514軒 - 住居密度: 73軒/km2（188軒/mi2） 人種別人口構成 - 白人: 94.67% - アフリカン・アメリカン: 2.69% - ネイティブ・アメリカン: 0.23% - アジア人: 0.85% - 太平洋諸島系: 0.03% - その他の人種: 0.46% - 混血: 1.07% - ヒスパニック・ラテン系: 1.47% 年齢別人口構成 - 18歳未満: 29.0% - 18-24歳: 8.2% - 25-44歳: 32.6% - 45-64歳: 21.6% - 65歳以上: 8.8% - 年齢の中央値: 34歳 - 性比（女性100人あたり男性の人口） - 総人口: 97.1 - 18歳以上: 94.1 | 世帯と家族（対世帯数） - 18歳未満の子供がいる: 40.5% - 結婚・同居している夫婦: 63.2% - 未婚・離婚・死別女性が世帯主: 9.2% - 非家族世帯: 24.2% - 単身世帯: 19.4% - 65歳以上の老人1人暮らし: 5.9% - 平均構成人数 - 世帯: 2.76人 - 家族: 3.18人 収入と家計 - 収入の中央値 - 世帯: 57,258米ドル - 家族: 64,415米ドル - 性別 - 男性: 44,528米ドル - 女性: 29,405米ドル - 人口1人あたり収入: 23,592米ドル - 貧困線以下 - 対人口: 4.0% - 対家族数: 2.8% - 18歳未満: 4.9% - 65歳以上: 5.1% |

セントチャールズ郡は1980年代に55%、1990年代に33%、2000年代に27%人口が増加し、国内でも成長速度が速い郡となっている。各種製造業がある他に大型の小売業や幾らかの農業も営まれている。南にミズーリ川、北と東にミシシッピ川があり、州間高速道路70号線が郡内を東西に横切っている。セントチャールズ郡スマート空港とセントチャールズ空港と2つの空港があり、ミシシッピ川を渡すフェリーも2系統ある。

## 教育
郡内の高等教育機関としては、次のものがある。
- リンデンウッド大学 - セントチャールズ市
- セントチャールズ・コミュニティカレッジ - コットルビル市

## 郡政府
セントチャールズ郡は郡長と郡政委員会によって治められている。郡政委員会は7人の委員で構成され、郡内7つの選挙区から選出される。郡長は全郡から選出される。現在の郡長は "county executive" と呼ばれているが、以前は "judge" だった。2010年時点の登録有権者数は243,382人である。

## 都市と町
郡内には21の自治体があり、そのうち人口上位5都市は以下の通りである。
- オファロン
- セントチャールズ（郡庁所在地）
- セントピーターズ
- ウェンツビル
- レイクセントルイス

## その他の都市と町
| - オーガスタ - コットルビル - ダーデンプレーリー - デファイアンス | - フリントヒル - フォリステル - ハーベスター - ジョセフビル | - マットソン - ニューメル - オーチャードファーム - ポーテージデスー | - セントポール - ウェルドンスプリング - ウェルドンスプリングハイツ - ウェストアルトン |

## 政治

### 地方
セントチャールズ郡の地方レベルでは共和党が大半の政治を支配しており、郡の選挙で選ばれる役職は2人を除いて独占している。

### 国政

#### 2008年大統領予備選挙
2008年の大統領予備選挙で、セントチャールズ郡は共和党のジョン・マケインと民主党のヒラリー・クリントンを選んだ。民主党の予備選挙ではヒラリー・クリントンが1位となり、バラク・オバマが善戦して僅差の2位となった。さらにどちらも共和党予備選挙で各候補に投じられた票数よりも多かった。